# ۱۲۰۱ (قمری)
۱۲۰۱ (قمری)، هزار و دویست و یکمین سال در گاهشماری هجری قمری است. اول محرم این سال برابر با بیست و چهارم اکتبر سال ۱۷۸۶ میلادی است.